# Heinrich von Heffter
Heinrich von Heffter (* 13. September 1610; † 16. Juli 1663 in Zittau) war ein deutscher Jurist und Bürgermeister.

## Leben
Heinrich von Heffter studierte in Jena, Wittenberg (ab 1633) und Rostock (ab 1635) Jura. Er promovierte 1636 zum Licentiat in Greifswald. In seiner Heimatstadt Zittau wurde er 1645 Scabinus (Schöffe), 1647 Stadtrichter, 1656 Bürgermeister und 1661 Chursächsischer Gegenhändler des Markgraftums Oberlausitz. Er besaß das Rittergut in Oberullersdorf und Sommerau und war Besitzer des Bierhofs Nummer 382 in der Budissinen-Gasse in Zittau. Heffter ließ in Zittau die Klosterkirche St. Peter und Paul erneuern und das Bibliotheksgebäude bei der Kirche erbauen. Durch Kaiser Ferdinand III. wurde er 1654 mit seinem Bruder Christoph in den Adelsstand erhoben. Heffter heiratete zweimal, blieb aber ohne Kinder. Er adoptierte die Kinder seines älteren Bruders zu seinen Erben. Das Haupterbe, u. a. das Dorf Ullersdorf, erhielt seine Witwe Anna Sophia, geb. Hübsch, verw. Winkler.